# Edwin Rolfe
Edwin Rolfe, eigentlich Solomon Fishman (* 1909 in Philadelphia, Pennsylvania; † 24. Mai 1954 in Los Angeles, Kalifornien) war ein kommunistischer US-amerikanischer Schriftsteller.

## Leben
Rolfe war der Sohn russischer Einwanderer; sein Vater war Schuhmacher. 1925 trat er 15-jährig der Kommunistischen Partei der USA (CPUSA) bei und war in deren Jugendorganisation, der Young Communist League, aktiv. Er veröffentlichte 1927 sein erstes Gedicht im Daily Worker, der Zeitung der CPUSA, für die er auch Buchbesprechungen schrieb, Karikaturen zeichnete und Reportagen verfasste, etwa über den Prozess gegen die Anarchisten Sacco und Vanzetti.
1928 wurde Rolfe als Anhänger der lovestoneschen Fraktion aus der CPUSA ausgeschlossen. Rolfe ging an das Experimental College der University of Wisconsin in Madison. Schon während seines zweiten Jahres in Madison kehrte er aber nach New York und in die CPUSA zurück und arbeitete bald ganztägig für den Daily Worker. 
1936 heiratete er Mary Wolfe, im selben Jahr erschien sein erster Gedichtband. 1937 schloss sich Rolfe dem Lincoln-Bataillon an, um im spanischen Bürgerkrieg zu kämpfen. In Madrid vertrat er als Generalkommissar der USA die Interessen seines Landes, arbeitete für Radio Madrid und publizierte dort die englischsprachige Zeitung der Freiwilligen, „Volunteer for Liberty“. Nach seiner Rückkehr verfasste Rolfe eine Geschichte des Lincoln-Bataillons (1939), schrieb mit Lester Fuller den Kriminalroman The Glass Room (1946) und veröffentlichte 1951 einen weiteren Gedichtband, der seine Gedichte über den Bürgerkrieg wie Elegia (1948 geschrieben) enthielt. 
Rolfes letzte Lebensjahre waren gezeichnet vom Kampf gegen den McCarthyismus. Die mit letzterem einhergehende antikommunistische Politik Hollywoods führte dazu, dass eine geplante Verfilmung von The Glass Room mit einem von Rolfe verfassten Drehbuch nicht realisiert wurde. 1954 starb er an einem Herzinfarkt.

## Werke (Auswahl)
- Herman Spector, Joseph Kalar, Edwin Rolfe, S. Funaroff (Hrsg.): We Gather Strength. Liberal Press, New York 1933
- To My Contemporaries. Poems. Dynamo Books, New York 1936
- The Lincoln Battalion. The Story of the Americans Who Fought in Spain in the International Brigades. EA: New York 1939, WA: Haskell House Publications, New York 1974
- Edwin Rolfe, Lester Fuller: Murder in The Glass Room. Rinehart & Company, New York, Toronto 1946
- Elegia. Privatdruck von Manuel Altolaguirre, Mexiko 1949. Spanische Übersetzung von José Rubia Barcia
- First Love and Other Poems. Larry Edmunds Bookstore, Los Angeles 1951
- Permit Me Refuge. The California Quarterly, Los Angeles 1955
- Cary Nelson, Jefferson Hendricks (Hrsg.): Collected Poems. University of Illinois Press, Urbana, Il., 1993, ISBN 0-252-02026-X
- Trees Became Torches. Selected Poems. University of Illinois Press, Urbana, Il. 1995, ISBN 0-252-06417-8

## Filme
- Russians at War (Dokumentarfilm, Kommentar verfasst von Rolfe unter dem Pseudonym Arnold Reid), UdSSR 1943, Regie: Helen Van Dongen
- The Scarf (nach Rolfes Kurzgeschichte The Dungeon), USA 1951, Regie: Ewald André Dupont